# アエリア・カピトリナ
アエリア・カピトリナ（羅: Aelia Capitolina）は、ローマ皇帝ハドリアヌスの治世に発生したバル・コクバの乱の後、ユダヤの痕跡を一掃する目的でローマ様式に再建された植民市エルサレムの新名称。

## 前史
紀元前1000年頃、エルサレムはダビデ王によってユダヤ国家（イスラエル王国）の首都とされ、息子ソロモンによって神殿が築かれて以来、ユダヤ民族の宗教・政治・経済・文化の中心地であった。しかし王国の分裂、アッシリア及び新バビロニア王国の侵略により国家は滅亡に至る。その後もアケメネス朝、マケドニアのアレクサンドロス大王など外来の様々な勢力による支配を受けた。

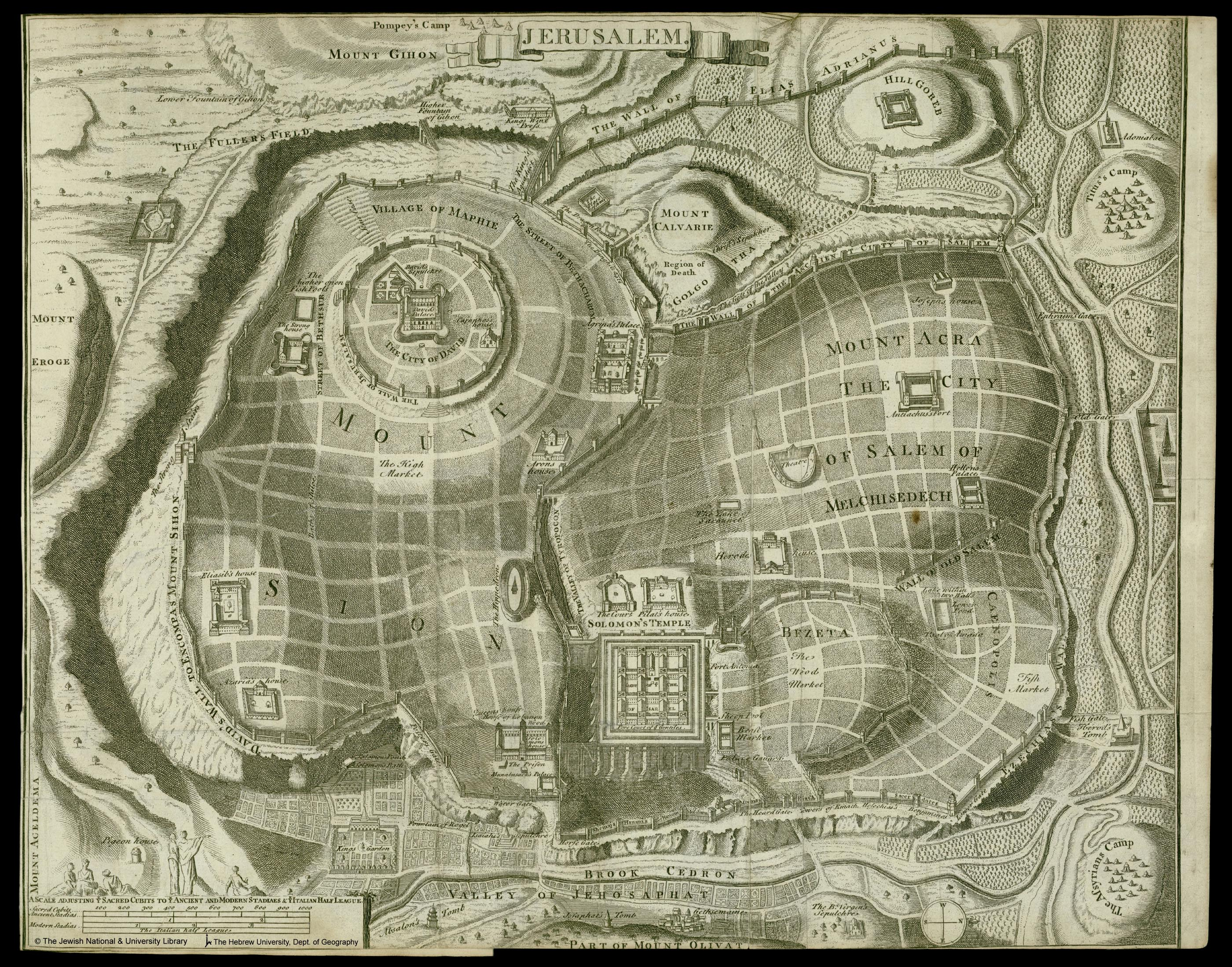
ヘロデ朝時代のエルサレム

紀元前142年、ハスモン朝として再びユダヤ国家が成立、ダビデ時代の版図を回復するまでに繁栄するが、やがて紀元前1世紀中頃に中東へ進出してきたローマの介入を受け、傀儡と化す。混乱の中で台頭したイドマヤ人のヘロデはローマの有力者達を相手に巧みに立ち回り、紀元前37年にローマの後援を得てヘロデ朝を建国する。ヘロデはその後もほぼ同時期に帝政へと移行したローマとの友好関係を維持し続け、初代皇帝の座に就いたアウグストゥス（在位：紀元前27年-14年）からは「カエサルの友人」とも呼ばれるまでにより絶大な信頼を勝ちとり、ユダヤの王（藩属王）として君臨する。ヘロデの死後（紀元前4年）、ユダヤは3人の息子達に割譲されることになるが、西暦6年にはローマ属州（ユダヤ属州）に編入される。
また、エルサレムでナザレのイエスが活動するもこの頃である。イエスの教えはやがて弟子達により広まり、ユダヤ教からキリスト教として独立・発展していった。本稿ではこれ以降、「ユダヤ人」を「ユダヤ教を奉ずる者」として記述する。

## ユダヤ戦争

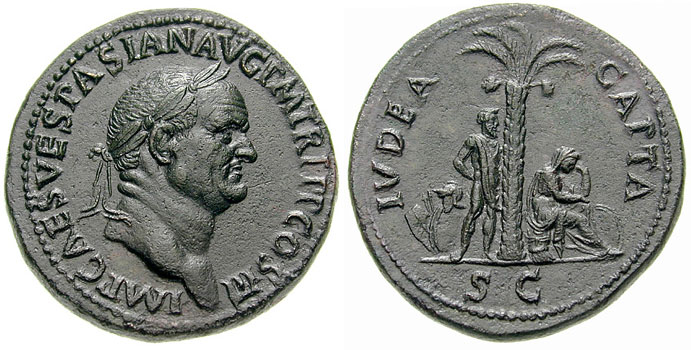
捕囚のユダヤ(Judaea Capta)硬貨。左：皇帝の肖像、右：泣き沈むユダヤの女と勝ち誇るローマ兵

一神教の神を奉じ、神こそが自らの唯一の主と考えるユダヤ人は、治世の当初から支配者ローマに対して反感を抱き続けていた。イエスを裁いた事で知られるポンティウス・ピラトゥスなど歴代の属州総督についても、その治世が良かろうと悪かろうと反感は止むことは無く、ローマは安息日の休養などユダヤ教の宗教事情を鑑み様々な配慮をみせたものの、ユダヤ人達の感情が和らぐことはなかった。カリグラ帝（在位：37年-41年）は自らの祭壇をヤムニアの町に築きユダヤ人達に礼拝するよう迫り、怒った彼らがこれを破壊するなど（カリグラはエルサレムにも祭壇を築くよう目論んだが、結局実行に移されることはなかった）様々なトラブルも発生し、ついにネロ帝（在位:54年-68年）の末期の66年、フェリックスと続くフロルスの2人の総督によるユダヤ人に対する虐殺・略奪行為が引き金となり、ユダヤ人とローマとの間に全面戦争が勃発した。これをユダヤ戦争という。
戦局は緒戦はユダヤ人に有利に展開し、ユダヤ側はエルサレムを占拠する。さらにユダヤ各地に要塞を築きローマへの迎撃態勢を整えるが、ネロによって派遣された鎮圧軍司令官のウェスパシアヌスにより要塞は各個撃破される。その後ウェスパシアヌスは皇帝に即位し（在位：69年-79年）、後を継いだ息子のティトゥス（のちに皇帝。在位：79年-81年）によってエルサレムは陥落した（エルサレム攻囲戦）。キュロスの時代に再建された神殿（第二神殿）は崩落し、市街もほぼ完全に焦土と化した。ユダヤ人最後の拠点であった要塞マサダにおいても、籠城戦の末74年に集団自決を遂げ、戦争は終結した。
ローマに投降したユダヤ人フラウィウス・ヨセフスによる『ユダヤ戦記』には、この戦争での総死者数は110万人であったと記されているが、後世この数字は「とんでもない誇張」であると評価されている。

## ハドリアヌスの治世
ユダヤ戦争により、エルサレム神殿は往時の面影無く徹底的に焼かれ破壊しつくされた。都市としてのエルサレムも戦争以来再建はなされず、野獣が跋扈し荒れるにまかせる有様になった。。破壊し尽くされた中残ったヘロデの王宮跡にはローマ軍第10軍団m(Legio X Fretensis)が駐留していた。この間ユダヤ教のナーシーであるガマリエル2世が、聖書聖典からイエスの教えを伝える「福音書」を異端と見なしてこれを排除したことで、ユダヤ教徒とキリスト教徒は完全に決別しこの後共闘することはなかった。このような状況下にあってもユダヤの完全なる解放を切望する急進派「熱心党」（ゼーロータイ）等らによる扇動活動は止まず、反ローマの気運は潰えることはなかった。トラヤヌス帝（在位：98年-117年）の末期、各地に離散していたユダヤ人による小規模な反乱が連鎖的に発生（キトス戦争、またはディアスポラ反乱）するものの、それらも短期で鎮圧される。
トラヤヌスが死ぬとハドリアヌス帝（在位：117年-138年）が皇帝に即位する。ハドリアヌスは帝国内の臣民に対し穏健な政策を執り、ユダヤ人に対しても治世開始の当初は温厚な顔を見せてエルサレム神殿を再建する約束さえ与えた。トラヤヌス治世下の戦乱に疲弊していたユダヤ人は、ハドリアヌスをかつてバビロン捕囚からユダヤ民族を解放した王になぞらえて「第二のキュロス」とまで呼んで称えたが、結局神殿が再建されることはなかった。
ハドリアヌスは晩年になって、ユダヤ人に関連する二つの勅令を出す。一つ目は「エルサレムの再建」に関する計画、二つ目は「身体の一部を切除する行為」の禁止、である。「エルサレムの再建」とは一神教ユダヤ教の中心地としてではなく、完全にローマ人・非ユダヤ人の為に都市化することであり、エルサレム神殿の跡にユピテルの神殿を築き、都市の名前も「アエリア・カピトリナ」と改名することとした。「身体の一部を切除する行為」とはユダヤ教においては割礼に他ならない。神との契約の証である割礼を禁止されることはユダヤ人にとって到底看過し得ない事であったが、ハドリアヌスはこれを破った者には死罪をもって報いるとまで強硬な姿勢を示した。唯一無二の信仰であるユダヤ教に対する耐えがたい冒涜であると受けとめたユダヤ人達の反ローマ感情はもはや後戻りできない程まで高まり、再び大規模な反乱が勃発することとなった。ユダヤ人達の反発を招くことが必至なこのような政令の公布は、彼らが奉ずる一神教の性質がローマの多神教的文化とは相容れないものと判断したハドリアヌスが戦争を誘発させるために故意に行った挑発であったという見方も存在する。

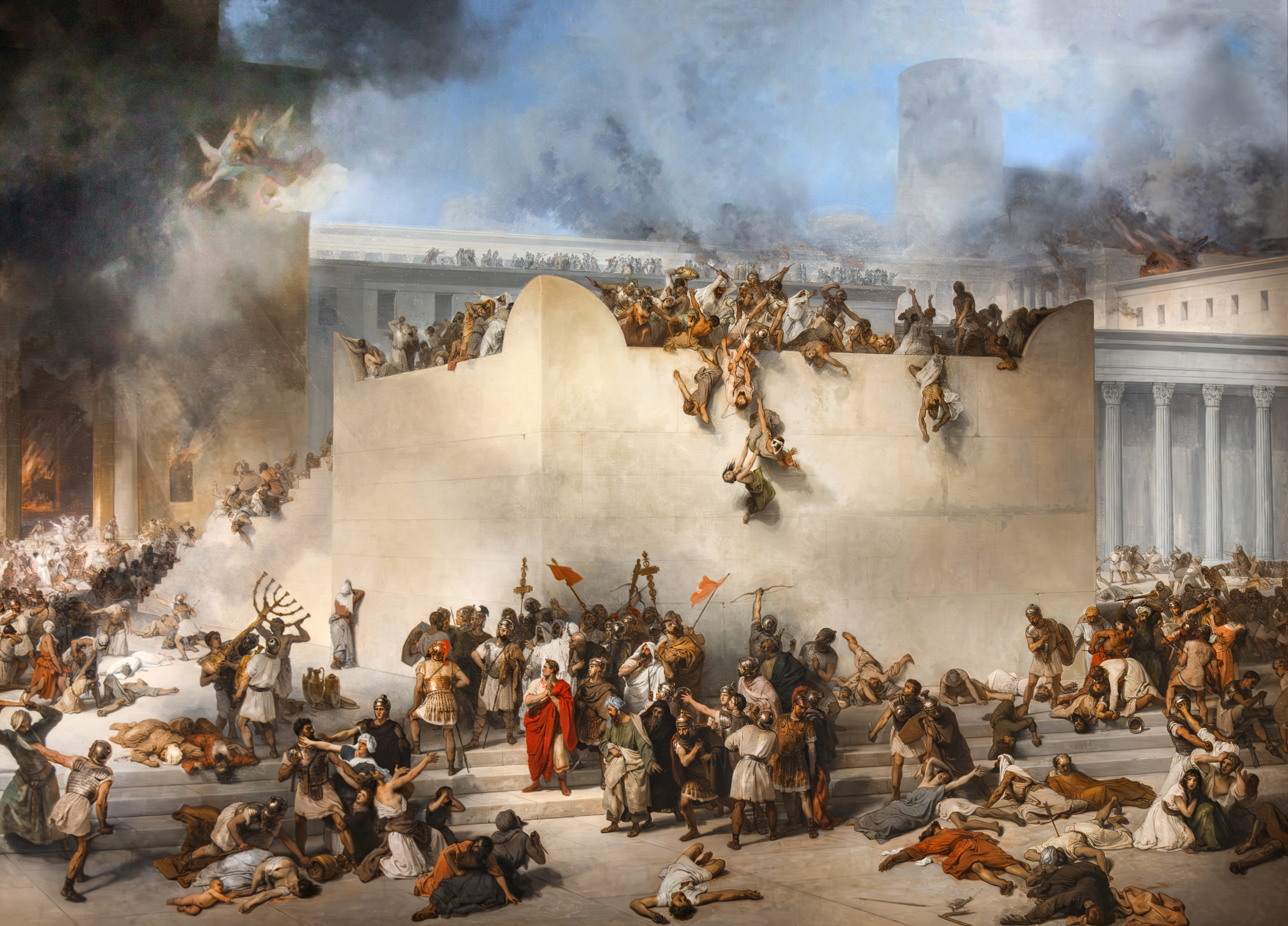
崩落する第二エルサレム神殿を描いた絵画

## バル・コクバの乱

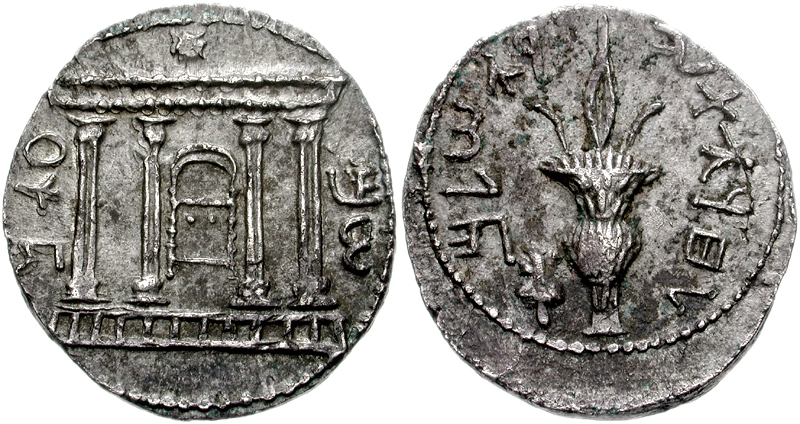
バル・コクバによるテトラドラクマ銀貨。左：エルサレム神殿と星、右：ナツメヤシの葉と木の実

132年、ユダヤ教の律法学者アキバ・ベン・ヨセフによってそのカリスマ性を見いだされたバル・コクバは、自身をメシヤ(救済者)と称し、ユダヤ人を率いてローマへの反乱を起こした。これをバル・コクバの乱（第二次ユダヤ戦争）という。ユダヤ各地で戦いが起こり、反乱軍はエルサレムを占領、ローマ軍はカイサリアへの退却を余儀なくされた。この勝利を得てバル・コクバは「エルサレム解放」を誇示する新硬貨を発行する。ただ考古学的には反乱軍がエルサレムを完全に奪還したという形跡を発見できてはおらず、主に山岳地帯や荒野におけるゲリラ戦を展開していたと推測される。
しかし、ローマよりセクストゥス・ユリウス・セウェルスの軍が派遣されると戦局は逆転し、かつての戦争時にティトゥスが取った各個撃破が再び行われ、戦争から4年目の135年バル・コクバはエルサレムを放棄。南西に位置する最後の拠点ベートテル（ベタル）に移り最後の抵抗を試みるも、兵糧をたたれ同年「アブの月の9日」、ついに陥落。反乱軍は殺戮され、生存した者も多くは奴隷として売られた。奴隷の供給量が急増したために、安値で取引された。バル・コクバは戦死。ラビアキバは捕縛され、のち処刑された。『ローマ史』を著したカッシウス・ディオによると58万人にのぼるユダヤ人が戦死した。ローマ軍も大きな損害を被り、ハドリアヌスは元老院に宛てた報告書に本来定型文であるはずの「余と余の軍隊は健在なり」の語を用いなかった。
戦役の収束後、ローマはユダヤ人に対して熾烈な弾圧を以て報いた。先述の奴隷化の他土地没収、人頭税の徴収。ユダヤ人は「かつてエルサレムと呼ばれた街」へ立ち入ることは許されず、それを破れば死罪となった。ただし、のちに年に1度アブの月9日だけ金を払うことで立ち入りが許されることになった。そしてユダヤ人達は、神殿の痕跡をわずかに伝える嘆きの壁を前にして泣いたのである。

## アエリア・カピトリナの建設

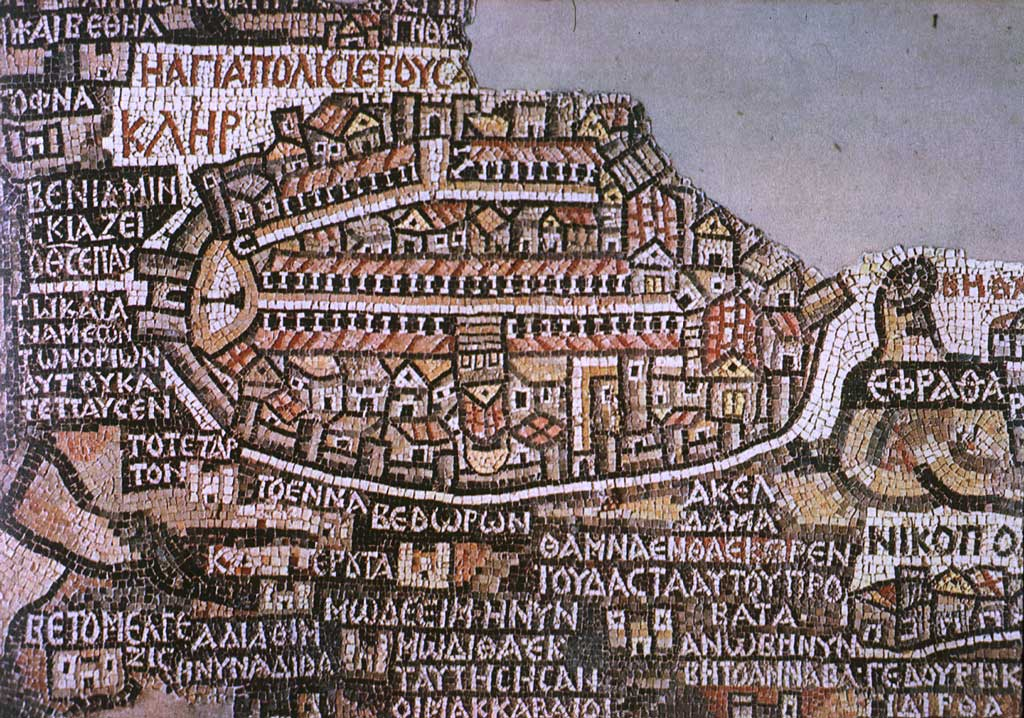
アエリア・カピトリナの街並みを伝えるモザイク地図（マダバ地図）。左側が北
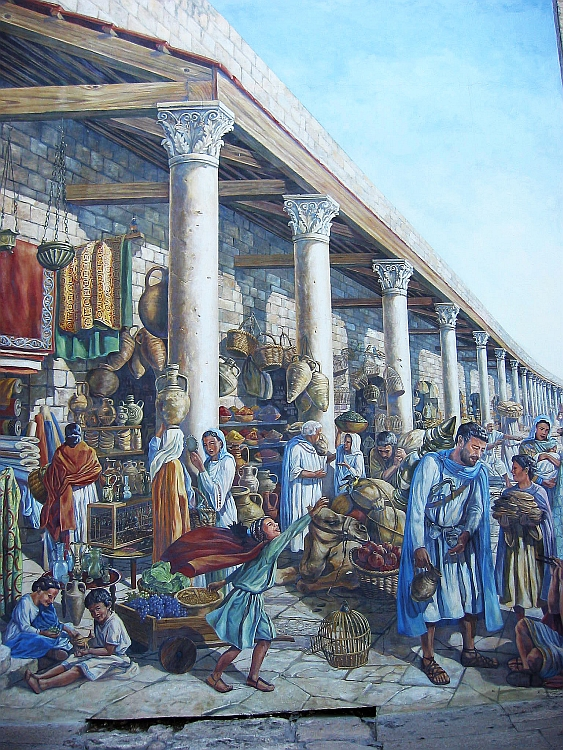
買い物客で賑わうカルド脇の歩道。列柱も見える
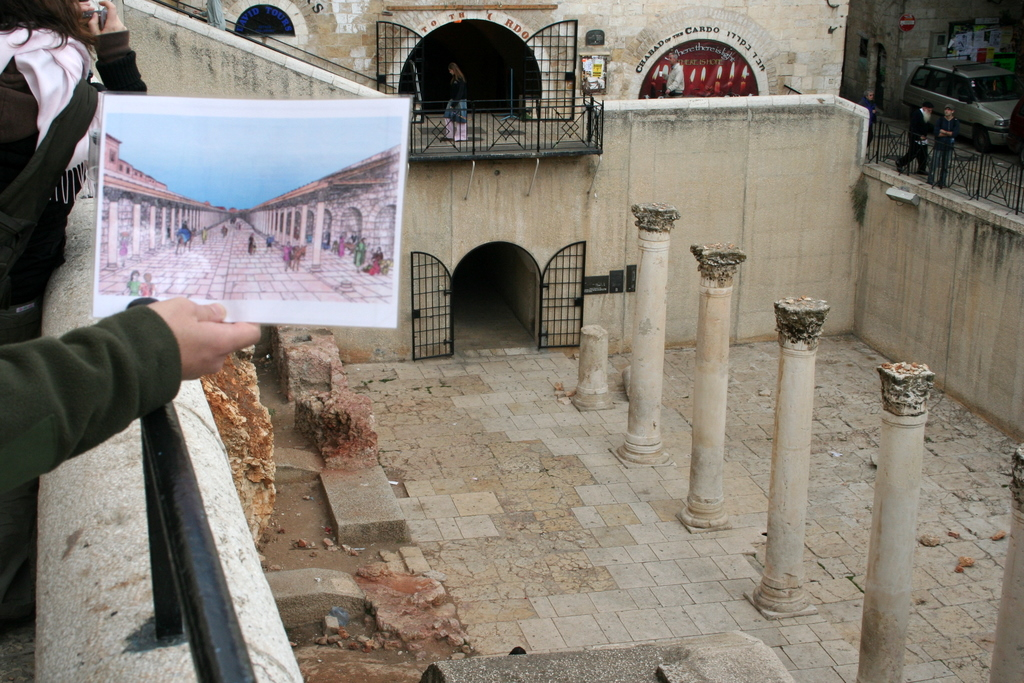
エルサレムのカルド跡(2007年)

### 名称について
アエリア・カピトリナというラテン語の名称は次の二つの要素により構成される。アエリアとはハドリアヌスの家名であるアエリウス、カピトリナとはローマの主神ユピテル、ユーノー、ミネルウァが座するカピトリヌスの丘にちなむ。
また同時にローマから見れば問題ばかり起こる火薬庫に等しいローマ属州としての「ユダヤ」は「シリア・パレスチナ」と改名された。「パレスチナ」とは聖書に登場し、ユダヤ人のライバルであった「ペリシテ人の地」を意味する。

### 都市計画

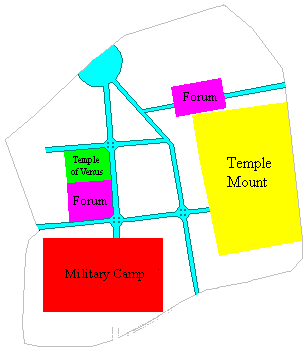
アエリア・カピトリナの都市計画

アエリア・カピトリナの建設開始時期については諸説ある。カッシウス・ディオの見解によればバル・コクバの乱の始まる132年頃より前に、既にユピテル神殿は建てられていたという。エウセビオスは戦争終結後に建設が開始されたという。また別の説によるなら反乱以前にアエリア・カピトリナの建設は始まっていたが、完成を見たのは戦後だと考えられている。いずれにせよ「エルサレムと呼ばれた場所」の上に、全く新しいローマ様式の都市が建設されることとなった。
かつて神殿があった丘にはユピテルの像が建てられた。一緒にハドリアヌス自身の像も建てられたと、ヒエロニムスは『イザヤ書注解』の中で述べている。キリスト教側の伝承によればウェヌス像がゴルゴタの丘に建てられたという。その際岩を削り窪地はならされ、さらにがれきの混じった土で盛り土された。
「パレスチナ」となったユダヤにおいて、ローマは徹底的にユダヤ教徒・ユダヤ人を弾圧した。子供の割礼のみならず、ユダヤ教の祭礼、安息日を守ることすら禁じられ、ユダヤ教教義の規範たる律法を学ぶことやその巻物を所有していることが発覚した場合、即座に処刑された。難を逃れた者の多くは辺境であるガリラヤ地方に逃避し、律法の灯をともし続け、後に世界に離散することとなった（ディアスポラ）。
またカルドと呼ばれる、コリント式の列柱を伴い南北に貫く二つの大通りが敷設された。東西を貫く通りは「デクマヌス」と呼ばれた。6世紀に作成された、ヨルダン・マダバの教会にある、当時のエルサレムの町並みを伝えるモザイク（マダバ地図）には2本のカルドが描かれている。道幅の全長はは22.5メートルで馬車や、時に戦車が走る「車道」。両脇の列柱外側が「歩道」であり、天蓋で覆われ、商店が軒を連ねていた。このカルドはローマ様式の特徴と言える。この新しい町の骨格はビザンツ時代にそのまま引き継がれた。西のカルドとデクマヌスの交差点付近には広場（フォルム）があった。ハドリアヌスの治世の間に公衆浴場、給水施設、劇場なども造られた。
後にローマ帝国がキリスト教化されるまで、アエリア・カピトリナは規模も小さく、実際のところローマにとってさして重要な都市ではなかった。この時代のパレスティナの中心は海辺の都市カイサリアであった。

## 再び「エルサレム」へ
313年、皇帝コンスタンティヌス1世（在位306年-337年）がキリスト教を公認（ミラノ勅令）。330年にコンスタンティノポリスに遷都、ローマ帝国はビザンツ帝国（東ローマ帝国）へと引き継がれた。そしてアエリア・カピトリナはビザンツ帝国の植民市となった。この町はキリスト教の中心地となるが、この時代もユダヤ人はこの街に立ち入ることを許されなかった。
コンスタンティヌス1世の母太后ヘレナによる320年代の巡礼を契機に、この地はキリスト教の聖地となり「アエリア・カピトリナ」から再び「エルサレム」の名に戻った。
キリスト教徒から背教者と呼ばれる皇帝ユリアヌス（在位361年-363年）はユダヤ人に対しエルサレムへの神殿再建及びユダヤ人の居住を許可した。反キリスト教政策の一環として、キリスト教化され聖墳墓教会等の聖堂が建つエルサレムに、かつてのユダヤ教の神殿を再建することで、ユダヤ人からの賞賛を獲得する企図があったとみられる。着工直後、大火が発生、さらに363年にユリアヌスが死去したことでこの計画は頓挫した。